# Väsby kvarn

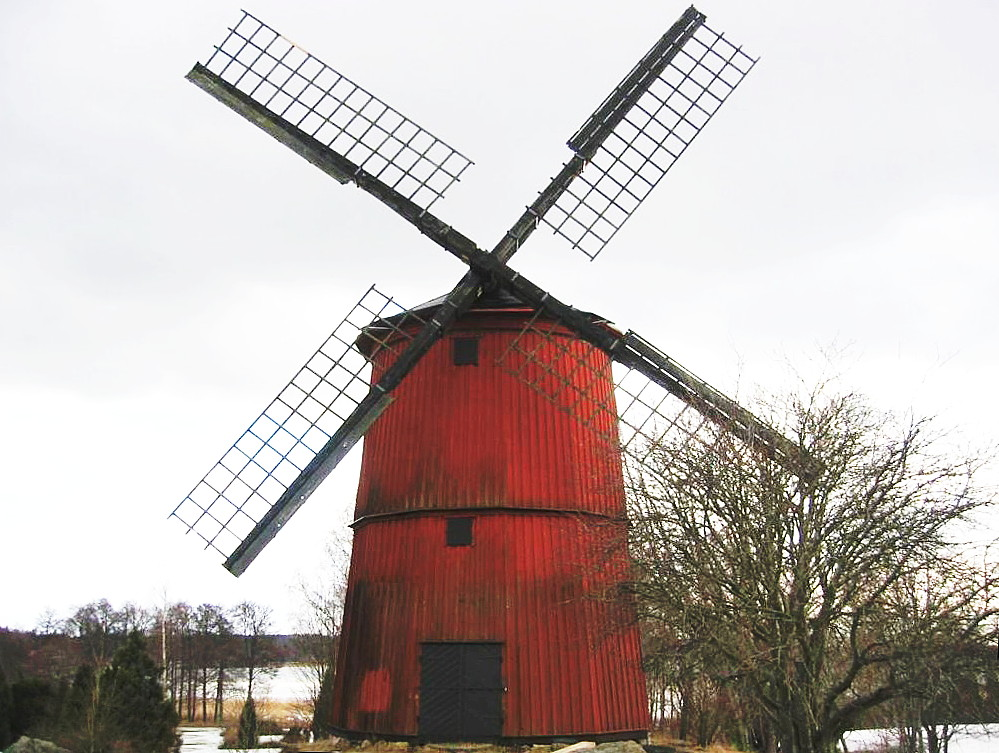
Väsby kvarn i april 2006 innan den brann ner till grunden natten den 30 mars 2008.

Väsby kvarn är en väderkvarn i Vallentuna kommun. Kvarnen uppfördes ursprungligen omkring 1865 och brann ner i mars 2008. En kopia återuppfördes 2018–2019. Genom sitt läge på en liten höjd mellan Vallentuna kyrka och Kvarnbadet utgör Väsby kvarn ett välkänt landmärke.

## Historik
Väsby kvarn var en så kallad holländare, vilket innebar att man istället för hela kvarnhuset bara vred kvarntoppen med sina vingar i önskad vindriktning. Kvarnen hörde till Väsby gård och uppfördes omkring 1865. Den var i bruk fram till 1912. År 1959 fick Vallentuna hembygdsförening kvarnen i gåva, då var den intakt både invändigt och utvändigt. Efter år av förfall inleddes år 2005 en omfattande yttre renovering av hembygdsföreningen, som avslutades i mars 2008. Bidrag kom från kommunen, jordbruksverket och länsstyrelsen. En inre upprustning skulle påbörjas samma år. Men den 30 mars 2008 totalförstördes kvarnen i en anlagd brand. Efter branden återstod bara en del järnrester från kvarnens maskineri.
Efter beslut i kommunfullmäktige 2017 återuppbyggdes kvarnen mellan 2018 och 2019. Den nya kvarnen liknar den ursprungliga utvändigt men saknar kvarnfunktioner. Trots avsaknaden av kvarnmaskineri kan vingarna rotera med hjälp av en elmotor. Väsby kvarn återinvigdes 19 maj 2019.